# Epicephala
Genre
Epicephala est un genre de lépidoptères (papillons) de la famille des Gracillariidae.

## Liste des espèces
- Epicephala acrobaphes (Turner, 1900)
- Epicephala acrocarpa Meyrick, 1927
- Epicephala albifrons (Stainton, 1859)
- Epicephala albistriatella (Turner, 1894)
- Epicephala ancistropis Meyrick, 1935
- Epicephala ancylopa Meyrick, 1918
- Epicephala angustisaccula Li, 2015
- Epicephala anthophilia Kawakita A, Kato M, 2016
- Epicephala australis (Turner, 1896)
- Epicephala bathrobaphes Turner, 1947
- Epicephala bipollenella Zhang, Hu, Wang & Li, 2012[1]
- Epicephala bromias Meyrick, 1910
- Epicephala calasiris Meyrick, 1908
- Epicephala camurella Li, 2015
- Epicephala colymbetella Meyrick, 1880
- Epicephala corruptrix Kawakita A, Kato M, 2016
- Epicephala domina Li, 2015
- Epicephala epimicta (Turner, 1913)
- Epicephala eriocarpa Zhang, Hu, Wang & Li, 2012[1]
- Epicephala euchalina Meyrick, 1922
- Epicephala eugonia Turner, 1913
- Epicephala exetastis Meyrick, 1908
- Epicephala flagellata Meyrick, 1908
- Epicephala frenata Meyrick, 1908
- Epicephala haplodoxa Vári, 1961
- Epicephala homostola Vári, 1961
- Epicephala impolliniferens Li, 2015
- Epicephala jansei Vári, 1961
- Epicephala laeviclada Li, 2015
- Epicephala lanceolaria Zhang, Hu, Wang & Li, 2012[1]
- Epicephala lanceolatella Kawakita A, Kato M, 2016
- Epicephala lativalvaris Zhang, Hu, Wang & Li, 2012[1]
- Epicephala lomatographa Turner, 1913
- Epicephala microcarpa Li, 2015
- Epicephala mirivalvata Zhang, Hu, Wang & Li, 2012[1]
- Epicephala nephelodes Turner, 1913
- Epicephala nudilingua Kawakita A, Kato M, 2016
- Epicephala obovatella Kawakita A, Kato M, 2016
- Epicephala orientale (Stainton, 1856)
- Epicephala parasitica Kawakita A, Kato M, 2016
- Epicephala pelopepla Vári, 1961
- Epicephala periplecta (Diakonoff, 1955)
- Epicephala perplexa Kawakita A, Kato M, 2016
- Epicephala pyrrhogastra Meyrick, 1908
- Epicephala relictella Kuznetzov, 1979
- Epicephala scythropis Meyrick, 1930
- Epicephala sphenitis Meyrick, 1931
- Epicephala spinula Clarke, 1986
- Epicephala spumosa Turner, 1947
- Epicephala squamella Kuznetzov & Baryshnikova, 2001
- Epicephala stauropa Meyrick, 1908
- Epicephala strepsiploca Meyrick, 1918
- Epicephala subtilis Meyrick, 1922
- Epicephala tephrostola Vári, 1961
- Epicephala tertiaria Li, 2015
- Epicephala trigonophora (Turner, 1900)
- Epicephala venenata Meyrick, 1935
- Epicephala vermiformis Meyrick, 1936
- Epicephala vitisidaea Zhang, Hu, Wang & Li, 2012[1]
- Epicephala zalosticha Turner, 1940

## Écologie
Epicephala est important pour l'anthécologie et la coévolution, car de nombreuses espèces de ce genre sont des pollinisateurs de plantes appartenant aux genres Glochidion, Phyllanthus et Breynia (Phyllanthaceae). Ces Epicephala pollinisateurs pollinisent activement les fleurs des plantes-hôtes, garantissant ainsi que les plantes peuvent produire des graines viables, mais pondent également dans les ovaires des fleurs, où leurs chenilles consomment un sous-ensemble des graines en développement. Cette relation est semblable à celle d'autres mutualismes spécialisés dans la prédation des graines par la pollinisation, tels que ceux qui existent entre les Ficus et les guêpes du figuier, et entre les Yucca et les Prodoxidae.
Les chenilles d'autres espèces d’Epicephala consomment les graines d'espèces de Phyllanthus ou de Flueggea, mais ne pollinisent pas leurs plantes hôtes à l'âge adulte. Au moins certaines de ces espèces ont évolué d'ancêtres pollinisateurs.

## Source de la traduction
- (en) Cet article est partiellement ou en totalité issu de l’article de Wikipédia en anglais intitulé « Epicephala » (voir la liste des auteurs).